# Георгі Калоянчев
Георгі Тодоров Калоянчев (болг. Георги Тодоров Калоянчев; 12 січня 1925, Бургас — 18 грудня 2012, Софія) — болгарський актор. Почесний громадянин Софії.